# NGC 6181
NGC 6181 (również PGC 58470 lub UGC 10439) – galaktyka spiralna z poprzeczką (SBc), znajdująca się w gwiazdozbiorze Herkulesa. Odkrył ją William Herschel 28 kwietnia 1788 roku.
W galaktyce zaobserwowano supernowe SN 1926B i SN 1951I (niepotwierdzona).